# 因特拉
因特拉（Intra）是意大利北部皮埃蒙特大区韦尔巴诺-库西奥-奥索拉省韦尔巴尼亚市的一个区，位于一个小的冲积平原。它的马焦雷湖港口和旅游业非常重要。1905年，瑞士裔意大利实业家、工程师罗伯托·祖斯特创立了意大利汽车制造公司 Zust， 
1909年 成立了卡诺蒂埃里因特拉（Canottieri Intra）赛艇俱乐部。主要教堂是一座供奉圣维多的宗座圣殿圣维多圣殿（Basilica di San Vittore）于18世纪第一个十年重建。。

## 历史
自史前时期以来，该地区就有人居住。居住在该地区的已知最古老的居民是莱庞提亚人。后来，在公元1世纪，皇帝奥古斯都将其并入罗马帝国。在中世纪，因特拉曾先后在康迪比安德拉特（Conti di Biandrate）、诺瓦拉和米兰公国的控制下。 英特拉曾是独立市镇，1927年与下阿里扎诺（Arizzano Inferiore）、特罗巴索（Trobaso）、佐维拉罗（Zoverallo）合并，1929年被恩西奥（Unchio）合并，根据1939年4月4日第702号皇家法令，帕兰扎与因特拉合并成立韦尔巴尼亚市。。

## 名人
- 路易吉·卡佩洛

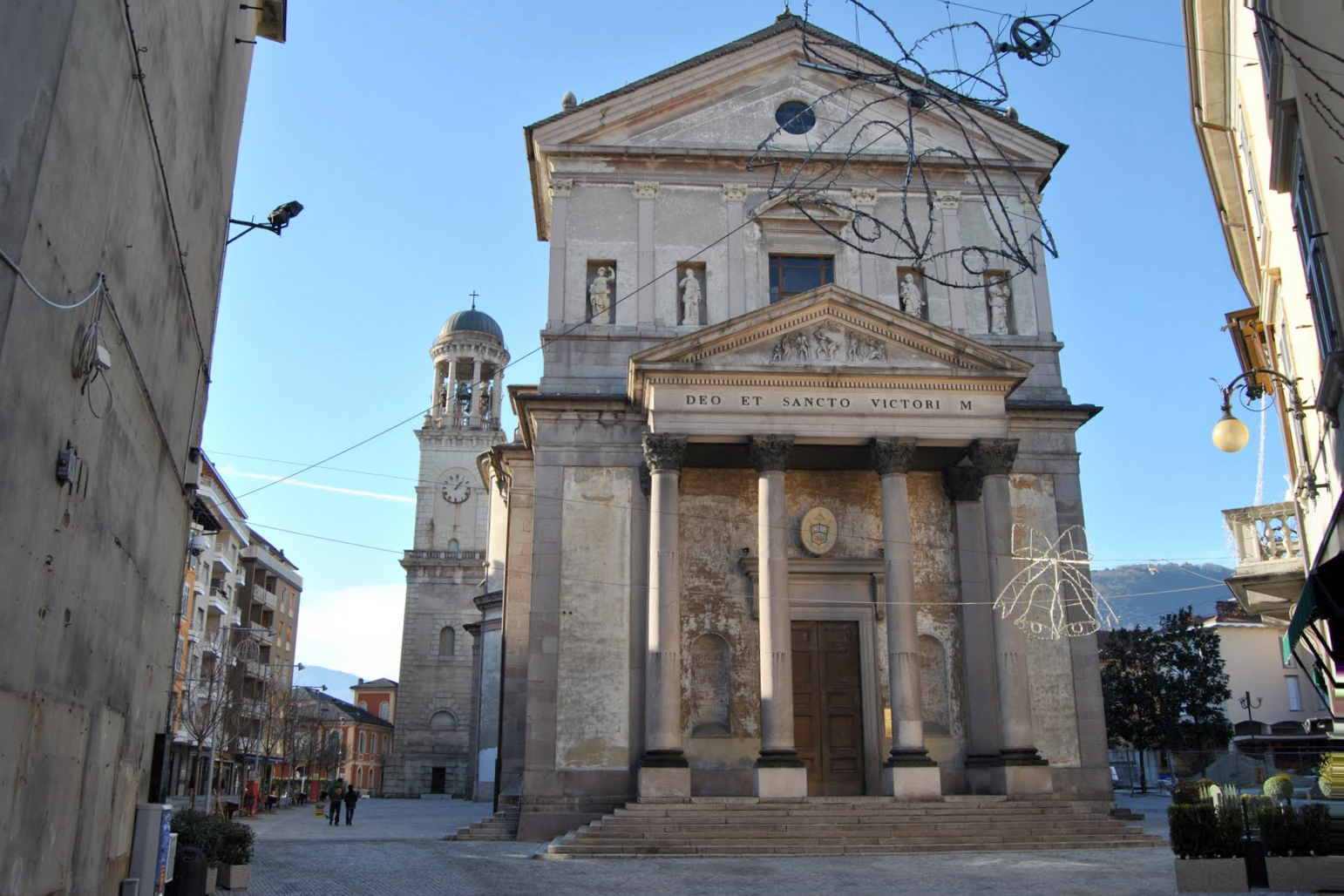
圣维多圣殿
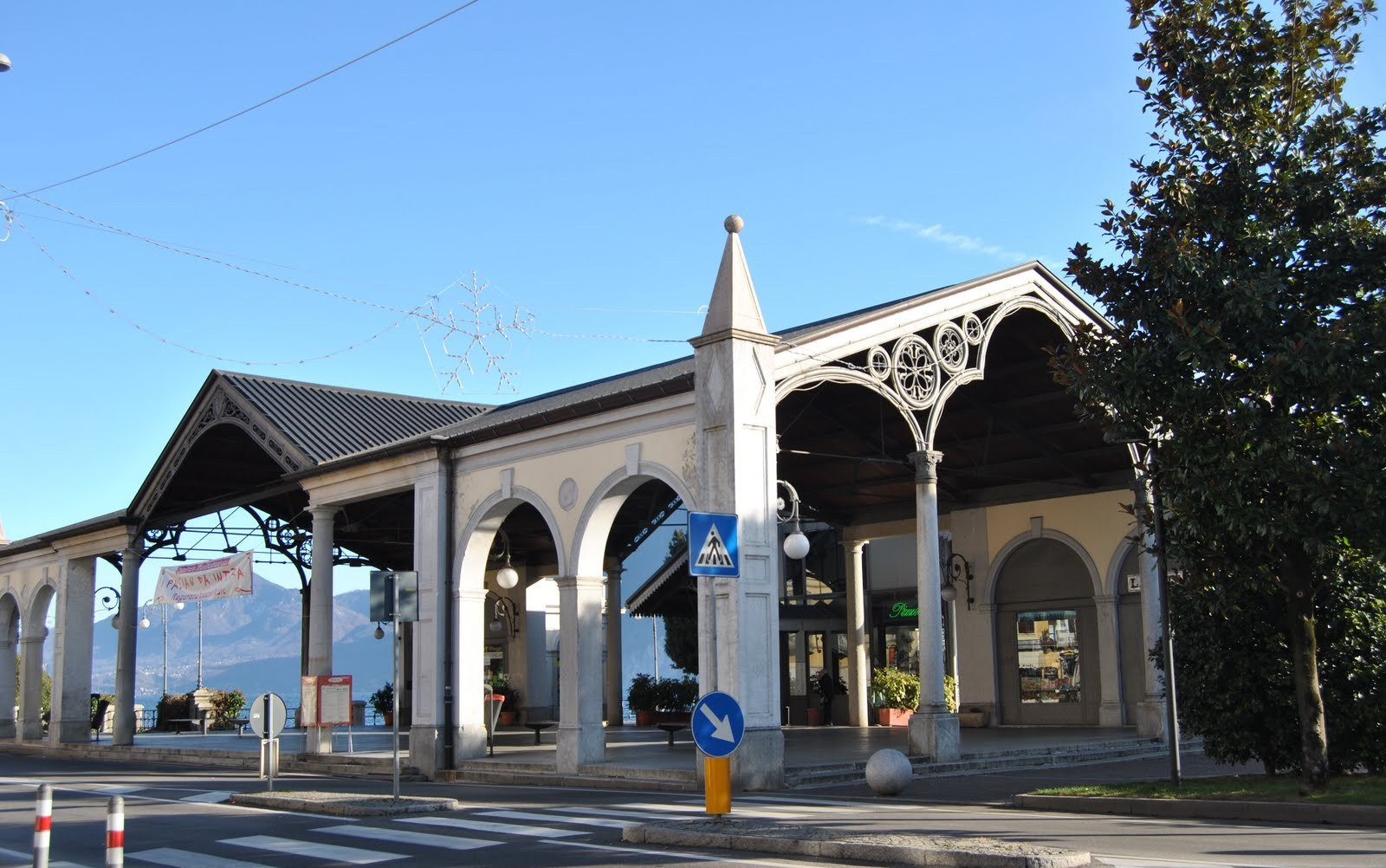
Vecchio Imbarcadero Liberty
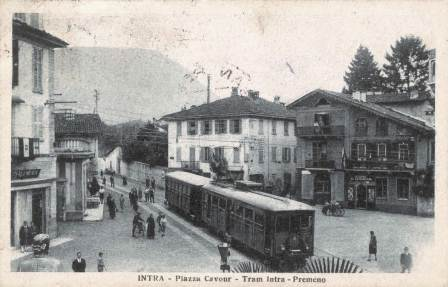
Old tramway station